# Kay Wilhelmsen
Kay Wilhelmsen (24. maj 1942 - 26. juni 2013) var en dansk entreprenør.
Han var uddannet tømrer.
Som entreprenør gik han i flere omgange konkurs med sine firmaer. Op til en konkurs i 1982 betalte han over 50% i rente på sine kreditter i Privatbanken og Provinsbanken. Han sigtedes for bedrageri og mandatsvig (checkrytteri), men blev i 1986 frifundet.
Han var med til at købe stormagasinet Illum i 1987 sammen med Jens Jordan.
Han drev virksomhed under bl.a. selskaberne Kay Wilhelmsen, W-invest ApS, W-investering ApS. Engagementer med Wilhelmsens koncern blev i pressen omtalt som have givet anledning til nedskrivninger i forbindelse med krakket i Roskilde Bank i 2008, men er angiveligt ikke nødlidende .

## Tidslinje
- 1982: Kay Wilhelmsen A/S konkurs
- 1990: Kay Wilhelmsen International Ltd. A/S konkurs
- 1992: Kay Wilhelmsen A/S af 1982, Kay Wilhelmsen Holding af 1983 A/S og Kay Wilhelmsen International Holding konkurs
- 2003: Kay Wilhelmsen A/S konkurs